# Бугарска на Светском првенству у атлетици у дворани 2014.
Бугарска је учествовала на Светском првенству у атлетици у дворани 2014. одржаном у Сопоту од 7. до 9. марта. Бугарска је учествовала на свим Светским првенствима у дворани до данас. У свом петнаестом учествовању репрезентацију Бугарске представљало је двоје атлетичара који су се такмичили у бацању кугле.,
На овом првенству Бугарска није освојила ниједну медаљу, а постављен је један национални рекорд.
У табели успешности према броју и пласману такмичара који су учествовали у финалним такмичењима (првих 8 такмичара) Бугарска је са једним учесником у финалу делила 38. место са 4 бода.
| Плас. | Земља    | 1. место | 2. место | 3. место | 4. место | 5. место | 6. место | 7. место | 8. место | Бр. финал. | Бод. |
| ----- | -------- | -------- | -------- | -------- | -------- | -------- | -------- | -------- | -------- | ---------- | ---- |
| =38.  | Бугарска | 0        | 0        | 0        | 1        | 0        | 0        | 0        | 0        | 1          | 4    |

## Учесници
| Мушкарци: - Георги Иванов — Бацање кугле | Жене: - Радослава Мавродијева — Бацање кугле |  |

## Резултати

### Мушкарци
| Атлетичар     | Дисциплина   | Лични рекорд | Полуфинале | Полуфинале | Финале   | Финале      | Детаљи |
| Атлетичар     | Дисциплина   | Лични рекорд | Резултат   | Место      | Резултат | Место       | Детаљи |
| ------------- | ------------ | ------------ | ---------- | ---------- | -------- | ----------- | ------ |
| Георги Иванов | бацање кугле | 20,82 НР     | 20,45      | 5 кв       | 21,02 НР | 5 / 19 (20) |        |

### Жене
| Атлетичарка           | Дисциплина   | Лични рекорд | Полуфинале | Полуфинале | Финале                | Финале  | Детаљи |
| Атлетичарка           | Дисциплина   | Лични рекорд | Резултат   | Место      | Резултат              | Место   | Детаљи |
| --------------------- | ------------ | ------------ | ---------- | ---------- | --------------------- | ------- | ------ |
| Радослава Мавродијева | бацање кугле | 17,63        | 16,48      | 18         | Није се квалификовала | 18 / 19 |        |